# Морское сражение у мыса Лизард
Морское сражение у мыса Лизард (фр. Combat du Cap Lézard, англ. Battle at The Lizard) состоялось 21 октября 1707 года во время Войны за испанское наследство между французскими эскадрами контр-адмиралов Рене Дюге-Труэна и Клода де Форбена и британской эскадрой коммодора сэра Ричарда Эдвардса, охранявшей торговый конвой.
20 октября конвой, состоявший примерно из восьмидесяти — ста тридцати торговых судов, вышел из Плимута и направился в Лиссабон с припасами для английского экспедиционного корпуса в Испании. Он сопровождался эскадрой из пяти британских линейных кораблей под командованием коммодора сэра Ричарда Эдвардса.
К этому времени французская эскадра (шесть кораблей) Рене Дюге-Труэна, действовавшая в Атлантике против португальцев и уже захватившая несколько британских кораблей, вернулась на французскую базу Брест. Там она соединилась с эскадрой (восемь кораблей) Клода де Форбена, которая уже в начале мая атаковала британский конвой (морское сражение у мыса Бевезье) и смогла захватить два линейных корабля и двадцать один торговый корабль. Двум адмиралам было приказано действовать вместе против конвоя, направлявшегося в Лиссабон.
21 октября французские корабли встретили британский конвой у мыса Лизард. Британские корабли атаковали французов, чтобы позволить торговым судам уйти. Затем дело дошло до единоборства между «Камберлендом» (80 орудий) и «Лисом» (72 орудия), «Честером» (54 орудия) с «Ясоном» (58 орудий) и «Руби» (50 орудий) с «Амзоном» (42 орудия); все три британских корабля были захвачены. «Девоншир» (80 орудий) тем временем вёл перестрелку с пятью французскими кораблями до самого вечера, прежде чем взорвался. Из 900 человек экипажа выжили только два моряка. «Ройял Оук» (70 орудий) был единственным британским кораблем, которому удалось спастись после потери бушприта в столкновении с «Ахиллом» и отражения попытки абордажа со стороны французов. Позже он собрал несколько торговых судов и благополучно добрался с ними до Кинсейла на юге Ирландии.
Захват и разгром этого конвоя привели к задержке доставки продовольствия и подкреплений английскому экспедиционному корпусу, находившемуся в Португалии, и заставили его перейти к обороне в Испании.